# カスピ海ヨーグルト
カスピ海ヨーグルト（カスピかいヨーグルト）は、家森幸男が長寿地域として知られているヨーロッパ東部のコーカサス地方から日本に持ち帰ったことにより日本に広まったと言われているヨーグルトである。2012年11月1日には、コーカサス地方に伝わる食と健康に関する情報発信を目的として「カスピ海ヨーグルト研究会」が発足。2012年時点では、食品メーカーから粉末状の種菌やヨーグルト製品が出されている。

## 概説
作り方は、牛乳に種菌粉末もしくはヨーグルトの一部を溶かし、そのまま放置する。菌がすみやかに牛乳を酸性にするため、他の雑菌が繁殖しにくくなり、牛乳が発酵し、ヨーグルトが出来上がる。
京都大学名誉教授の家森幸男が、1986年、疫学研究の際に旧ソ連の「カスピ海」と「黒海」に挟まれた長寿地域として知られている「コーカサス地方」から持ち帰った種を、自宅で増やし食べていたが、それを「粘り気のある面白いヨーグルト」として知人に分けたことから、人づてに広まったと言われている。通常の乳酸菌とは異なって20℃から30℃という低い温度で増えるため、特殊な器具などを使わずに、牛乳から手軽に作りやすいことと（一般的なヨーグルトに比べて）酸味がおだやかなことが人気となった理由、ともされる。
一方で家森幸男は温度が高い夏場に雑菌が増えることを心配し、安全なヨーグルトの種菌が供給できるよう、食品メーカーであるフジッコの協力の下、NPO法人「食の安全と健康ネットワーク」で凍結乾燥した種菌の頒布活動を行った。2012年現在ではフジッコから種菌が通信販売されているほか、プレーンヨーグルトの状態になっておりそのまま食べられる「カスピ海ヨーグルト」も販売されている。ただしこのヨーグルト状態になったものを種菌とすることは推奨されていない。

## 菌の構成
主に3種類の菌が分離されたという記述もみられるが、保管状態の良いサンプルを用いた詳細な研究の結果、乳酸菌であるラクトコッカス属 ラクティス サブスピーシーズ クレモリスと酢酸菌であるアセトバクター・オリエンタリスの2種類でこのヨーグルトの特性が保たれやすいことが分かっている。アセトバクター菌は、ヨーグルトの品質上の特徴にはほとんど影響しないが、家庭で繰り返して作る場合の安定化に寄与していると考えられる。
クレモリス菌は、生きて人間の腸内に届き、プロバイオティクスとして働くと考えられている。さらに、ヨーグルト特有の粘りを生み出す菌体外多糖（EPS：Exopolysaccharide）を産生することで、腸管内の状態に良い影響を与えているのではと考えられている。その他、整腸作用、ストレスによる肝機能の低下やアトピー性皮膚炎の抑制、免疫賦活作用、血中コレステロール値の改善、や血糖値上昇抑制作用など、様々な健康効果が報告されている。最近では、普段の食生活と体調との関連性を調べた疫学調査により、カスピ海ヨーグルトの摂取量が多いほど発熱や喉の痛みなどの風邪の症状が軽くなることが報告されている。また、インフルエンザの予防接種において抗体価を高める効果や、動物試験によりインフルエンザウイルス感染後の重症化が抑制されることも報告されている。

## 関連書籍
- カスピ海ヨーグルト研究会 編『スーパー健康食　カスピ海ヨーグルトのすべて』双葉社、2002年9月。ISBN 978-4-575-29457-6。
- カスピ海ヨーグルト研究会 編『新・カスピ海ヨーグルトのすべて　豆乳カスピ等最新の食べ方・作り方決定版』双葉社、2003年9月。ISBN 978-4-575-29596-2。
- 家森幸男『カスピ海ヨーグルトの真実』法研、2002年9月16日。ISBN 978-4-87954-445-2。
- 家森幸男、白井操『カスピ海ヨーグルト効果倍増レシピ　料理することで栄養素を＋α』アスキー・コミュニケーションズ、2002年11月。ISBN 978-4-7762-0009-3。
- 『まだあった！カスピ海ヨーグルトのこんな使い方、作り方』家森幸男／監修、ワニマガジン社、2003年1月。ISBN 978-4-89829-872-5。
- 家森幸男 編『カスピ海豆乳ヨーグルトダイエットレシピ』竹内富貴子／レシピ・料理製作、法研、2003年2月。ISBN 978-4-87954-464-3。
- 家森幸男『やっぱりすごい！カスピ海ヨーグルトの健康力』法研、2004年10月16日。ISBN 978-4-87954-547-3。
- 『「カスピ海ヨーグルト」のおいしいレシピ　スローカロリーだから毎日食べてメタボを予防！』家森幸男／監修、角川マガジンズ〈レタスクラブMOOK〉、2013年10月15日。ISBN 978-4-04-731233-3。